# Allt som jag ser
Allt som jag ser, skriven av Marcos Ubeda, Ulf Georgsson och Lars Diedricson var det svenska dansbandet Barbados bidrag till den svenska Melodifestivalen 2001. Den kom på andra plats med den.
På försäljningslistan för singlar i Sverige placerade den sig som högst på sjunde plats. Melodin testades på Svensktoppen, och låg på listan i sammanlagt sex veckor under perioden 21 april -19 maj 2001 , med fjärdeplats som bästa resultat där innan låten tvingades lämna listan .
Låten spelades också in på engelska, som "The Power of Love".

## Listplaceringar
| Lista (2000) | Topplacering |
| ------------ | ------------ |
| Sverige      | 7            |